# Cryptops sinesicus
Cryptops sinesicus är en mångfotingart som beskrevs av Chamberlin 1940. Cryptops sinesicus ingår i släktet Cryptops och familjen Cryptopidae. Inga underarter finns listade i Catalogue of Life.